# Ernesto Giobando
Ernesto Giobando SI (ur. 13 grudnia 1959 w Santa Fe) – argentyński duchowny rzymskokatolicki, w latach 2014–2024 biskup pomocniczy archidiecezji Buenos Aires, biskup diecezjany Mar del Plata od 2025. 

## Życiorys

### Młodość i prezbiterat
Biskup Ernesto urodził się w Santa Fe. Wstąpił do Towarzystwa Jezusowego w dniu 7 grudnia 1978 roku, gdzie odbył studia filozoficzno – teologiczne na Wydziale Filozofii i Teologii w San Miguel i San Jose High School.
Święcenia kapłańskie przyjął w dniu 17 listopada 1990 roku, a 9 maja 2000 złożył profesję zakonną. W latach 2004–2013 był sekretarzem Krajowego Apostolstwa Modlitwy w Argentynie i dyrektorem krajowego Eucharystycznego Ruchu Młodych, a także odpowiedzialny za duszpasterstwo dorosłych. Od 2013 przebywał w placówce jezuickiej w Montevideo.
Jest autorem wielu publikacji na temat małżeństwa i duchowości.

### Episkopat
5 marca 2014 papież Franciszek mianował go biskupem pomocniczym archidiecezji Buenos Aires oraz biskupem tytularnym Appiaria. Sakry biskupiej udzielił mu 3 maja 2014 metropolita Buenos Aires – kardynał Mario Aurelio Poli.
17 stycznia 2024 papież Franciszek prekonizował go administratorem apostolskim diecezji Mar del Plata, a 12 grudnia tego samego roku mianował go biskupem tejże diecezji. 22 lutego 2025 kanonicznie objął urząd biskupa. 